# Sichelgaita di Salerno
Sichelgaita di Salerno (Salerno, 1036 – Cetraro, 16 aprile 1090) è stata una principessa longobarda, seconda moglie di Roberto il Guiscardo.

## Biografia
Figlia di Guaimario IV, principe di Salerno, sposò Roberto il Guiscardo dopo il 1059, dopo che quest'ultimo ebbe ripudiato la prima moglie Alberada, per motivo di consanguineità.
Il fratello di Sichelgaita, il principe Gisulfo II, manifestò un ostinato rifiuto alle nozze, che furono comunque subito celebrate.
Sua sorella Gaitelgrima aveva invece già sposato Drogone d'Altavilla, fratellastro di Roberto.
Donna di grande cultura e fermo carattere, seppe affermare la propria personalità a corte ed esercitare una notevole influenza sull'energico marito, che accompagnò spesso nei suoi viaggi di conquista. Infatti era con lui quando conquistó Palermo nel 1072.

### La partecipazione al Concilio di Melfi
La principessa si recò nella capitale Melfi e, nell'estate del 1059, riservò al pontefice Niccolò II un'accoglienza maestosa. Sichelgaita organizzò il Concilio di Melfi I e preparò lo svolgimento degli incontri che portarono prima al Trattato di Melfi e, poi, al Concordato di Melfi.
L'alleanza tra la Chiesa ed i Normanni avvenne tramite l'abate di Montecassino, Desiderio di Benevento, futuro papa Vittore III, mentre le trame degli accordi vennero tessute da Godano, vescovo di Acerenza, legato a Roberto il Guiscardo. Niccolò II tolse la scomunica allo stesso Guiscardo, lo ricevette come suo fidelis e lo benedisse insieme alla consorte Sichelgaita.

### La famiglia
Dal matrimonio con Roberto d'Altavilla nacquero:
- Olimpia d'Altavilla (1059 o 1060 – 1095 circa), fu promessa sposa a Costantino Ducas, figlio ed erede dell'imperatore bizantino Michele VII; a Costantinopoli fu ribattezzata Elena;
- Héria (ante 1060 - ?), sposò nel 1077 (e non nel 1071) Ugo V del Maine, figlio di Alberto Azzo II d'Este e di Garsenda del Maine;
- Matilda (1059 – 1108 o 1112), sposò nel 1078 o 1079 Raimondo Berengario II, conte di Barcellona; in seconde nozze Amerigo I, visconte di Narbonne;
- Ruggero Borsa (1060/61 – 1111), duca di Puglia e Calabria;[2]
- Guido (1061 circa - 1108), duca di Amalfi;
- Sibilla (1065 circa - ?), sposò verso il 1082 Ebles II conte di Roucy;
- Mabilia (1065 circa - ?), sposò verso il 1082 Guglielmo di Grandmesnil;
- Roberto (1068 - 1110), detto Scalio, capostipite degli Scaglione.

### La guerra in Oriente
Malgrado gli iniziali tentativi di convincere il Guiscardo a non attaccare l'Impero bizantino, Sichelgaita fu comunque al suo fianco in questa campagna militare. Durante la battaglia di Durazzo (1081) combatté in prima persona armata di corazza, guidando le truppe di Roberto quando queste furono inizialmente respinte dall'esercito nemico. Secondo la cronista bizantina Anna Comnena, Sichelgaita era «come un'altra Pallade, se non una seconda Atena». Anna le attribuisce una citazione dall'Iliade.
Nel 1083 Sichelgaita fece ritorno in Italia insieme a Roberto per difendere papa Gregorio VII contro l'imperatore Enrico IV. Fu al fianco di suo marito in una seconda campagna contro i Bizantini, quella che costò la vita a Roberto durante l'assedio di Cefalonia del 1085.

### Gli ultimi anni di vita
Si dedicò allo studio della medicina e dell'erboristeria presso la Scuola medica salernitana, che all'epoca rappresentava un polo di eccellenza nel campo medico-officinale. Tuttavia le sue conoscenze le costarono un'infamante accusa: secondo alcune fonti, Sichelgaita avrebbe tentato di avvelenare il figlio che Roberto aveva avuto dal primo matrimonio, Boemondo di Taranto, sebbene i due giunsero successivamente ad un accordo in base al quale la successione di Roberto fu attribuita al primo figlio nato dal matrimonio tra Roberto e Sicheilgaita, il futuro duca Ruggero Borsa.

## Ascendenza
|                          |   |                          | Genitori                  |  |  | Nonni |  |  | Bisnonni               |  |  | Trisnonni           |  |
|                          |   |                          |                           |  |  |       |  |  | Giovanni II di Salerno |  |  | Lamberto di Spoleto |  |
|                          |   |                          |                           |  |  |       |  |  | Giovanni II di Salerno |  |  | Lamberto di Spoleto |  |
|                          |   | …                        |                           |  |  |       |  |  | Giovanni II di Salerno |  |  |                     |  |
| Guaimario III di Salerno |   |                          |                           |  |  |       |  |  | Giovanni II di Salerno |  |  |                     |  |
|                          |   | Sichelgaita              | …                         |  |  |       |  |  |                        |  |  |                     |  |
|                          |   | Sichelgaita              | …                         |  |  |       |  |  |                        |  |  |                     |  |
|                          |   | Sichelgaita              | …                         |  |  |       |  |  |                        |  |  |                     |  |
| Guaimario IV di Salerno  |   | Sichelgaita              |                           |  |  |       |  |  |                        |  |  |                     |  |
|                          |   | Pandolfo II di Benevento | Landolfo III di Benevento |  |  |       |  |  |                        |  |  |                     |  |
|                          |   | Pandolfo II di Benevento | Landolfo III di Benevento |  |  |       |  |  |                        |  |  |                     |  |
|                          |   | Pandolfo II di Benevento | …                         |  |  |       |  |  |                        |  |  |                     |  |
| Gaitelgrima di Benevento |   | Pandolfo II di Benevento |                           |  |  |       |  |  |                        |  |  |                     |  |
|                          |   | …                        | …                         |  |  |       |  |  |                        |  |  |                     |  |
|                          |   | …                        | …                         |  |  |       |  |  |                        |  |  |                     |  |
|                          |   | …                        | …                         |  |  |       |  |  |                        |  |  |                     |  |
| Sichelgaita di Salerno   |   | …                        |                           |  |  |       |  |  |                        |  |  |                     |  |
|                          | … | …                        |                           |  |  |       |  |  |                        |  |  |                     |  |
|                          | … | …                        |                           |  |  |       |  |  |                        |  |  |                     |  |
|                          | … | …                        |                           |  |  |       |  |  |                        |  |  |                     |  |
| Landolfo di Capua        | … |                          |                           |  |  |       |  |  |                        |  |  |                     |  |
|                          |   | …                        | …                         |  |  |       |  |  |                        |  |  |                     |  |
|                          |   | …                        | …                         |  |  |       |  |  |                        |  |  |                     |  |
|                          |   | …                        | …                         |  |  |       |  |  |                        |  |  |                     |  |
| Gemma di Capua           |   | …                        |                           |  |  |       |  |  |                        |  |  |                     |  |
|                          |   | …                        | …                         |  |  |       |  |  |                        |  |  |                     |  |
|                          |   | …                        | …                         |  |  |       |  |  |                        |  |  |                     |  |
|                          |   | …                        | …                         |  |  |       |  |  |                        |  |  |                     |  |
| …                        |   | …                        |                           |  |  |       |  |  |                        |  |  |                     |  |
|                          |   | …                        | …                         |  |  |       |  |  |                        |  |  |                     |  |
|                          |   | …                        | …                         |  |  |       |  |  |                        |  |  |                     |  |
|                          |   | …                        | …                         |  |  |       |  |  |                        |  |  |                     |  |
|                          |   | …                        |                           |  |  |       |  |  |                        |  |  |                     |  |